# Cantone di Neung-sur-Beuvron
Il Cantone di Neung-sur-Beuvron era una divisione amministrativa dell'arrondissement di Romorantin-Lanthenay.
È stato soppresso a seguito della riforma complessiva dei cantoni del 2014, che è entrata in vigore con le elezioni dipartimentali del 2015.
Comprendeva i comuni di:
- Dhuizon
- La Ferté-Beauharnais
- La Ferté-Saint-Cyr
- La Marolle-en-Sologne
- Montrieux-en-Sologne
- Neung-sur-Beuvron
- Thoury
- Villeny